# Rhaphium temerarium
Rhaphium temerarium är en tvåvingeart som först beskrevs av Becker 1922.  Rhaphium temerarium ingår i släktet Rhaphium och familjen styltflugor. Inga underarter finns listade i Catalogue of Life.